# Xã Muskego, Quận Renville, Bắc Dakota
Xã Muskego (tiếng Anh: Muskego Township) là một xã thuộc quận Renville, tiểu bang Bắc Dakota, Hoa Kỳ. Năm 2010, dân số của xã này là 38 người.